# Пјеца (Лука)
Пјеца је насеље у Италији у округу Лука, региону Тоскана.
Према процени из 2011. у насељу је живело 29 становника. Насеље се налази на надморској висини од 216 м.